# Charles De Weerdt
Charles De Weerdt (1979) is een Vlaams scenarioschrijver.

## Biografie
Charles De Weerdt voltooide zijn studies aan het RITS, waar hij sinds 2010 ook zelf les geeft.
Tussen 2005 en 2009 schreef hij zes afleveringen van de serie Flikken. Voor Witse schreef hij in dezelfde periode zeven episodes. Voor Code 37 en Aspe schreef hij respectievelijk tien en twee afleveringen. In 2013 schreef hij met Carl Joos en Geert Vermeulen de tiendelige reeks In Vlaamse velden. 2013 betekende ook de opstart van De Bunker, een serie die Charles De Weerdt creëerde en schreef, samen met collega-showrunner Pieter De Graeve.